# Malá Rosička
Malá Rosička (německy Klein Rositschka) je osada, část obce Žďár v okrese Jindřichův Hradec v Jihočeském kraji. Nachází se asi tři kilometry jihovýchodně od Žďáru. Jsou zde evidovány čtyři adresy. Žije zde 15 obyvatel.
Malá Rosička je také název katastrálního území o rozloze 0,83 km².

## Historie
První písemná zmínka o vesnici pochází z roku 1549.

## Obyvatelstvo
| Rok            | 1869 | 1880 | 1890 | 1900 | 1910 | 1921 | 1930 | 1950 | 1961 | 1970 | 1980 | 1991 | 2001 | 2011 | 2021 |
| -------------- | ---- | ---- | ---- | ---- | ---- | ---- | ---- | ---- | ---- | ---- | ---- | ---- | ---- | ---- | ---- |
| Počet obyvatel | 19   | 16   | 12   | 15   | 18   | 14   | 19   | 10   | 7    | 11   | 9    | 6    | 9    | 7    | 15   |
| Počet domů     | 2    | 2    | 2    | 2    | 2    | 2    | 2    | 3    | 3    | 3    | 3    | 3    | 4    | 4    | 6    |

## Obecní správa
Při sčítání lidu v letech 1850–1962 Malá Rosička byla osadou obce Žďár, se kterým patřila nejprve do okresu Pelhřimov, ale v letech 1900–1950 v okrese Kamenice nad Lipou. V letech 1963–1992 byla částí města Nová Včelnice v okrese Jindřichův Hradec. Od 1. ledna 1993 je opět částí obce Žďár v okrese Jindřichův Hradec.